# Columbia (Alabama)
Columbia é uma cidade  localizada no estado americano do Alabama, no Condado de Houston.

## Demografia
Segundo o censo americano de 2000, a sua população era de 804 habitantes.
Em 2006, foi estimada uma população de 828, um aumento de 24 (3.0%).

## Geografia
De acordo com o United States Census Bureau, a localidade tem uma área de 10,4 km², dos quais 10,2 km² cobertos por terra e 0,2 km² cobertos por água. Columbia localiza-se a aproximadamente 68 m acima do nível do mar.

## Localidades na vizinhança
O diagrama seguinte representa as localidades num raio de 24 km ao redor de Columbia.